# Codona
Codona foi um trio de jazz fusion criado em 1978 por Naná Vasconcelos, Don Cherry e Collin Walcott.
O nome deriva das duas letras iniciais do primeiro nome de cada um dos 3 componentes.
A banda chegou a lançar 3 álbuns: Codona 1 (1979), Codona 2 (1982) e Codona 3 (1983), todos pela ECM, e é considerada referência em termos de ecletismo musical.